# Fort-Coulonge
Pour les articles homonymes, voir Coulonge.
Fort-Coulonge est une municipalité de village du Québec située dans la MRC de Pontiac dans la région administrative de l'Outaouais. Le village et la communauté environnante de Mansfield-et-Pontefract sont situés à l'embouchure de la rivière Coulonge, au nord de L'Île-de-Grand-Calumet.

## Géographie
La municipalité est enclavée dans Mansfield-et-Pontefract.

## Histoire

### En Nouvelle-France
1615 : Samuel de Champlain remonte la rivière des Outaouais, passe par le lac Coulonge, l'Isle-aux-Allumettes, puis la rivière Mattawa et se rend en Huronie.
Printemps 1686 : les établissements anglais de la baie d'Hudson constituent une menace pour la Nouvelle-France. Les Français font la traite des fourrures avec les indiens de ce territoire.
Le gouverneur et lieutenant général en Canada, Acadie, Terre-Neuve et autres pays de la France septentrionale, le marquis Jacques-René de Brisay de Denonville autorise qu'un groupe parte pour chasser la Compagnie de la Baie d'Hudson du nord et de l'ouest de la Nouvelle-France. Pierre de Troyes dit Chevalier de Troyes commande la mission. Son groupe se compose d'une centaine de personnes. Le départ a lieu de Montréal, en mars 1686.
Le 1er mai, le groupe est de passage en face du site actuel du village de Fort-Coulonge et y installe son campement. Pierre de Troyes tient un journal de route rigoureux sur sa mission. Il ne signale aucun établissement à cet endroit. Il installe un campement sur le lac des Allumettes, dans l'actuel Baie Lamure, près de Petawawa, Ontario. À cette époque, la vallée de l'Outaouais n'est qu'un lieu de passage des coureurs des bois vers les Grands Lacs et vers la Baie d'Hudson.
Hiver 1694-1695 : quelques années plus tard, Louis d'Ailleboust, Sieur de la Madeleine et de Coulonge, coureur des bois et commerçant de fourrures, occupe en compagnie d'une trentaine d'hommes, un fort situé à l'embouchure de la rivière que l'on nomma Coulonge. Ils y passent l'hiver 1694-95 à chasser et à trapper. Certains dirent qu'ils étaient bloqués par les Iroquois. À cette époque, ces derniers sont passablement affaiblis, surtout à cause des expéditions punitives organisées contre eux par les Canadiens et les autres Amérindiens. Au printemps, ils repartent en direction de Ville-Marie pour vendre ce qu'ils ont récolté.

### Le poste de traite
Situé au confluent de la rivière Coulonge et de la rivière des Outaouais et établi au début du XVIIIe siècle, le fort Coulonge est constitué d'une palissade de billots pointus à l'intérieur de laquelle sont construits une maison et quelques bâtiments. Le site est un poste de traite des fourrures puisque Louis d'Ailleboust, puis ses fils, Antoine, Louis (sieur de la Madeleine) et Paul-Joseph (sieur de Coulonge) feront commerce avec les Indiens Algonquins et Tête-de-Boules du lac Sqaw (situé un peu au nord-est du fort Coulonge) durant plus de cent ans à cet endroit. Le poste est d'autant plus important qu'il se situe sur la route de l'Ouest. Il est habité par des militaires, des commis des compagnies de traite ou des traités autorisés.
Le poste est une véritable auberge où les voyageurs s'arrêtent pour s'approvisionner ou apporter les marchandises indispensables à la traite. On y trouve gîte, repas et sécurité. On s'y arrête aussi pour enterrer les morts puisqu'un cimetière existe à proximité.
Le poste du fort Coulonge, entouré de pieux de bois de 12 pieds de hauteur, comprend :
- la maison du bourgeois avec son énorme cheminée en pierre mesurant 21 sur 26 pieds,
- la maison des serviteurs (démolie en 1873), reliée à la précédente et au magasin par une vaste cuisine,
- la maison des commis ayant une haute cheminée mesurant 15 sur 26 pieds,
- l'hôtellerie de 27 sur 26 pieds (démolie en 1873),
- la forge de 15 sur 15 pieds,
- l'entrepôt à canots de 24 sur 46 pieds (démoli en 1837),
- le magasin de 31 sur 27 pieds (encore debout en 1897),
- la glacière de 16 sur 16 pieds,
- un mât s'élevant entre le magasin et la maison du bourgeois.

Les constructions sont de bois équarris et lambrissés avec couvertures en bardeau à deux versants à pic. Les fenêtres sont étroites et les portes peintes en rouge. Le cimetière était situé en bordure de la rivière des Outaouais.
- 1758 : devant la menace britannique, le gouverneur Pierre de Rigaud de Vaudreuil rappelle en 1758 les garnisons de tous les forts et postes de traite de l'ouest de la Nouvelle-France afin qu'elles participent à la défense des établissements situés en bordure du fleuve Saint-Laurent.

- 1759 : dès que Montréal est conquis, commerce oblige, les Britanniques s'empressent d'aller occuper les forts situés à l'ouest puisqu'une grande partie des fourrures en proviennent.

### Années 1759 à 1888
- 1761 : Alexander Henry (1739-1824), marchand de fourrures britannique, se dirige vers les Pays d'en Haut par l'Outaouais. Il note la présence du fort Coulonge.

- 1792 : le marchand de fourrures John MacDonnell visite le poste du fort Coulonge qu'il trouve en mauvaise condition.

- vers 1824 : le fort Coulonge est déplacé de son site original à l'embouchure de la rivière Coulonge (site actuel de la scierie Davidson)vers un lieu un peu plus à l'ouest à mi-chemin de la pointe Sèche.

- 20 juin 1836 : Louis-Charles Lefèvre de Bellefeuille, mandaté par Mgr Lartigue, évêque de Montréal, pour évangéliser les amérindiens, quitte Oka en compagnie de Jean-Baptiste Dupuy.  À bord d'un bateau à vapeur de la compagnie de la Baie d'Hudson, ils se rendent jusqu'au Poste des Chats.  De là, ils remontent l'Outaouais et atteignent le Fort Coulonge le 1er juillet[4].

- 1840 : l'industrie du bois est en plein essor tandis que celle des fourrures est en perte de vitesse depuis plusieurs décennies. Les billes de pin blanc sont particulièrement recherchées. Plusieurs camps sont en activité sur le territoire. Les billes sont équarries à la hache et transportées par des chevaux jusqu'aux rivières où elles flottent individuellement jusqu'à la rivière des Outaouais.

Pour les acheminer vers le St-Laurent jusqu'à Québec, les billes de bois sont rassemblées sous forme de radeaux (cages ou raft). Les radeaux descendent l'Outaouais, contournent Montréal puis sont dirigés vers Québec. Les radeaux sont démantelés puis chargés sur des navires en direction du Royaume-Uni.  On utilisera ce moyen de transport jusqu'au début du XXe siècle.
L'écossais George Bryson, fait construire une glissoire à billots de 915 mètres de long pour éviter les Chutes Coulonge. Georges Bryson est né en 1813 et décédé en 1900. Il est le fils de James Bryson et de Jane Cochrane, de Paisley en Écosse. Il épouse Robina Cobb. Son fils, également nommé Georges, épouse Ellen Graig. Il fait construire un peu plus tard (1843) la première scierie de la région.
- 1844 : l'exploitation agricole de 675 hectares du poste du fort Coulonge est vendue à Louis Brizard, pionnier du Grand-Calumet.

- 1845 : George Bryson fait construire une petite maison de pierre sur sa ferme située en bordure de la rivière Coulonge. Elle sert de quartier général. Ce bâtiment, aujourd'hui appelé "maison Dagenais" existe toujours.

- 1849 : le canton de Mansfield, entourant le village de Fort-Coulonge est incorporé. Fort-Coulonge compte alors environ 50 habitants francophones, des amérindiens et quelques anglophones. Georges Bryson est élu maire de Mansfield en 1850 et préfet du comté en 1862. Il devient membre du Conseil législatif de Québec en 1867. Il participe en 1874 à la fondation de la Bank of Ottawa.

- 1854 : Georges Bryson termine la construction d'une somptueuse demeure de bois commencée en 1835 en bordure de la rivière Coulonge. Celle-ci sera habitée jusqu'en 1943 puis rénovée au début des années 1980 pour devenir un attrait touristique majeur dans la région.

- 1855 : les bâtiments du poste du fort Coulonge sont vendus à un certain Connelly. Ce dernier y aurait maintenu un magasin général jusqu'en 1866. Vendus par la suite à John Bryson, ces bâtiments auraient été laissés ensuite à l'abandon. La compagnie de la Baie d'Hudson maintient un poste d'échange de fourrures au village de Fort-Coulonge. John Childerhose construit un pont sur la rivière Coulonge entre le village et la maison de Georges Bryson, sur l'emplacement de l'actuel pont Rouge (Pont Marchand).

- 1856 : au cours de l'hiver et pour quelques autres, Antoine Bélanger est responsable du transport des marchandises entre Lachine et Mattawa en utilisant des traîneaux tirés par des chevaux.

- 1863 : le canton de Pontefract, situé au nord du canton de Mansfield, est incorporé. Cette partie du territoire est aussi nommée Bois-Francs. Le marché du bois est florissant. Cette année-là, 425 000 billes équarries (3  à   4 tonnes chacune) sont acheminées par radeau (cages) sur l'Outaouais vers Québec.

- 1873 : la première chapelle de bois est construite à Fort-Coulonge. Le village est situé sur le delta marécageux, à l'embouchure de la rivière, au nord-ouest de l'île du Grand-Calumet.

- 1875 : on construit à Bois-Francs, à l'entrée du territoire du Haut-Pontiac, l'église catholique Saint-Antoine. La fondation du bâtiment et le cimetière existe encore aujourd'hui.

Georges Bryson fils fait construire une maison de pierre qu'il nomme Spruceholme (204 rue Principale, Fort-Coulonge). Son frère aîné John occupe une maison de pierre située un peu à l'est (200 rue Principale). Vers 1880, Georges Bryson père fait construire pour sa fille, une autre maison de pierre (224 rue Principale), située à l'ouest des précédentes. La famille Rabb l'habite depuis 1938.
- 1884 : détruite par le feu, la chapelle du village de Fort-Coulonge est remplacée par une église en brique. Les premiers registres de la Mission Saint-Pierre de Fort-Coulonge prennent forme à partir du 1er janvier. Le 6 décembre, la voie ferrée du Pontiac Pacific Junction (PPJ) relie Aylmer à Luskville.

- 1885 : le tronçon du chemin de fer Luskville à Quyon est inauguré le 24 décembre.

- 27 janvier 1886 : le chemin de fer atteint Shawville. Le 10 octobre, on inaugure le tronçon Shawville à Bryson. Le chemin de fer atteint le village de Fort-Coulonge le 15 décembre.

- 2 février 1888 : le tronçon du chemin de fer relie Fort-Coulonge à Waltham. En 1888, la ligne du chemin de fer du Pontiac est complétée d'Aylmer à Waltham. On organise chaque jour deux trains de voyageurs à destination d'Ottawa. Le parcours dure 2 heures et 40 minutes.

### Années 1888 à 2000

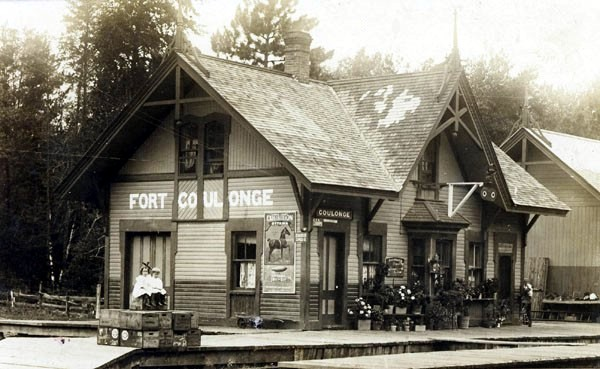
Gare de Fort-Coulonge vers 1930

- 15 décembre 1888 : la municipalité de Fort-Coulonge, située sur la rive sud de la rivière Coulonge est officiellement instituée. La région du Pontiac se développe rapidement grâce à l'industrie forestière. Plusieurs camps forestiers sont en activité dans l'arrière-pays.

La petite ligne de chemin de fer, la Pontiac Pacific Junction Railway, fonctionne une bonne partie du XXe siècle. Le service de transport des passagers prend fin en 1959, et celui des marchandises à la fin des années 1980. La section de rail entre Wyman et Waltham est abandonnée en 1983. La section restante (Hull-Wyman) continue à fonctionner en raison de la mine de Bristol, située un peu au nord de Quyon. En 1996, tout est démantelé et sera converti en piste de randonnée.
- 1890 : les Bryson font construire l'église presbytérienne anglophone St-Andrew de Fort-Coulonge, située tout près de leurs maisons de pierre.

James Colton acquiert une maison construite vers 1870, rue principale. Marchand de bois, M. Colton y installe un magasin général au rez-de-chaussée. Sa famille réside à l'étage.
- 1891 : au recensement, Fort-Coulonge compte 323 habitants.

- 1892 : Un incendie détruit la plupart des bâtiments du fort Coulonge. Le dernier aurait été démoli au début du XXe siècle. Une croix de bois blanche existe toujours entre la route et la rivière, marquant l'endroit occupé par le cimetière.

- 1893 : la communication téléphonique est maintenant possible entre Fort-Coulonge, Campbell's Bay, Grand-Calumet, Bryson et Portage-du-Fort.

- 1898 : le pont Félix-Gabriel-Marchand ou Rouge, pont couvert en bois d'une longueur de 155 mètres (499 pieds), au-dessus de la rivière Coulonge, est érigé pour faciliter la communication entre Fort-Coulonge et Bois-Francs. Construit entièrement en pin par Auguste Brown, il assure le transport entre le village et les chantiers forestiers. Il est aujourd'hui le plus long pont couvert du Québec encore utilisé. Il a été classé monument historique en 1989.

- 1900 : construction d'une scierie située sur le lieu que l'on dit être l'emplacement du premier fort Coulonge (1694 à 1824), à l'embouchure de la rivière Coulonge. L'endroit sera dorénavant connu du nom du propriétaire de l'usine, M. Robert J. Davidson. Ce dernier l'exploite jusqu'en 1955.

- 1901 : au recensement, Fort-Coulonge compte 482 habitants. On commence la construction à Fort-Coulonge de la Jewell House qui deviendra en 1922, l'hôtel Labine. Ce bâtiment est détruit par le feu en 1979. IL était situé sur l'emplacement actuel de la Banque Laurentienne.

- 1910 : le dernier radeau de bois équarri passe par le chenal du Grand-Calumet, au sud-est de Fort-Coulonge.

- 1911 : au recensement, Fort-Coulonge compte 811 habitants.

- 1921 : au recensement, Fort-Coulonge compte 973 habitants.

- 1922 : construction de l'école Saint-Pierre de Fort-Coulonge.

- 1923 : construction de l'église St-Pierre de Fort-Coulonge.

- 1923 : construction du barrage de Bryson à l'emplacement de la chute du Calumet (30 m de dénivellation sur 1 kilomètre). Cet endiguement fera en sorte de rehausser le niveau de l'eau du chenal du Grand-Calumet jusqu'à Fort-Coulonge. C'est ainsi que des champs cultivés sont devenus le lac du Grand-Marais.

- 1931 : au recensement, Fort-Coulonge compte 1 130 habitants.

- 1939 : le Conseil municipal de Fort-Coulonge, appuyé du Conseil de Comté, demande au gouvernement du Québec, le prolongement de la route nationale no 8 (route 148) de Sheenboro à Témiscamingue. La route ne sera jamais réalisée.

- 1941 : au recensement, Fort-Coulonge compte 1 072 habitants.

- 1950 : construction de l'école Poupore de Fort-Coulonge.

- 1955 : construction de l'école normale Saint-Michel de Fort-Coulonge. La scierie de Davidson est vendue à J.E. Boyle.

- 1956 : M. Jean-Baptiste Migneault installe une scierie au Dépôt de Davidson, situé en bordure du lac Dépôt, à quelques kilomètres au nord des Chutes Coulonge.

- 1959 : construction de l'école Youville de Fort-Coulonge.

- 1961 : au recensement, Fort-Coulonge compte 1 823 habitants.

- 1962 : la scierie de Jean-Baptiste Migneault est réaménagée dans la municipalité de Mansfield, dans le quartier St-Camille.

- 1964 : le pont couvert Marchand (pont Rouge) est rénové et remis en service. Il le sera à plusieurs occasions les années suivantes.

- 1965 : la scierie de Davidson est vendue à E.B. Eddy.

- 6 mai 1966 : un incendie détruit la scierie E.B. Eddy. La reconstruction s'amorce et 23 janvier suivant, la scierie est de nouveau en opération.

- 1967 : M. Rémi Fortin achète la scierie de Jean-Baptiste Migneault, situé à Mansfield. Ce moulin porte jusqu'en 1995 le nom des Industries Fortin.

- 1971 : au recensement, Fort-Coulonge compte 1 784 habitants. L'école secondaire Sieur de Coulonge ouvre ses portes.

- 1972 : la rivière Coulonge déborde et inonde le village de Fort-Coulonge. Le phénomène se produit au moment où la rivière des Outaouais est également gonflée. Le village étant situé à l'endroit où ces deux cours d'eau se rencontrent, l'Outaouais, beaucoup plus puissant, refoule les eaux de la Coulonge.

- 1979 : la rivière Coulonge de nouveau encore très haute en ce printemps, déborde et inonde le village de Fort-Coulonge.

- 1982 : rénovation de la maison de bois de Georges Bryson située près du pont Rouge sur la rivière Coulonge, construite en 1854. Elle avait été laissée à l'abandon depuis 1975. Entre 1942 et 1975, elle fut habitée par la famille de Hector et Edna Dagenais.

- 1988 : fête du 100e anniversaire du village de Fort-Coulonge.

- 1991 : au recensement, Fort-Coulonge compte 1 431 habitants.

- 1995 : aménagement du site des Chutes Coulonge. La scierie de bois franc des Industries Fortin est vendue et renommée Produits Forestiers Coulonge.

- 1996 : anniversaire des 25 années de l'école secondaire Sieur de Coulonge.

- 1998 : à la suite d'un incendie, la scierie de Produits Forestiers Coulonge est réinstallée dans la municipalité de Litchfield, à quelques kilomètres à l'est de Fort-Coulonge. Elle fermera ses portes en 2004.

- 1999 : fête du 150e anniversaire de la municipalité de Mansfield.

### Années 2000 à maintenant
- 2009 : Visite d'Isabelle Boulay, chanteuse-interprète québécoise, et de Dany Turcotte, humoriste-animateur québécois, dans le cadre de l'émission La Petite Séduction.
- 2019 : Fort-Coulonge est frappé par des inondations dévastatrices. Le village décrète l'état d'urgence et demande des renforts des Forces armées canadiennes.

## Démographie
| 1991  | 1996  | 2001  | 2006  | 2011  | 2016  |
| ----- | ----- | ----- | ----- | ----- | ----- |
| 1 647 | 1 716 | 1 661 | 1 369 | 1 377 | 1 312 |

- Le recensement de 2001 de Statistique Canada indique que Fort-Coulonge a une population totale de 1 661 personnes, dont 320 métis ou autochtones (19 %).
- Les personnes de moins de 54 ans représentent 77 % de la population.
- Du côté linguistique, 1 350 personnes (81 %) déclarent parler le français, 210 personnes (13 %) l'anglais et 85 personnes (5 %) déclarent être bilingues.
- Le recensement indique également que la population a diminué de 3,2 % entre 1996 et 2001[5].
- Au recensement de 2006, la population du village est de 1 600 habitants.

## Administration
Les élections municipales se font en bloc pour le maire et les six conseillers.
| Fort-Coulonge Maires depuis 2003                                                                                     |                     |                   |          |
| Élection | Maire               | Qualité           | Résultat |
| 2003 | Raymond Durocher    | Maire depuis 1999 | Voir     |
| 2005 | Raymond Durocher    | Maire depuis 1999 | Voir     |
| 2009 | Raymond Durocher    | Maire depuis 1999 | Voir     |
| 2013 | Raymond Durocher    | Maire depuis 1999 | Voir     |
| 2017 | Gaston Allard       |                   | Voir     |
| nov. 2020 | Debbie Laporte      |                   | Voir     |
| 2021 | Christine Francoeur |                   | Voir     |
| Élection partielle en italique Depuis 2005, les élections sont simultanées dans toutes les municipalités québécoises |                     |                   |          |